# Mangrulpir
Mangrulpir is een nagar panchayat (plaats) in het district Washim van de Indiase staat Maharashtra. 

## Demografie
Volgens de Indiase volkstelling van 2001 wonen er 27.686 mensen in Mangrulpir, waarvan 52% mannelijk en 48% vrouwelijk is. De plaats heeft een alfabetiseringsgraad van 72%. 